# Artaxerxés III.
Artaxerxés III. (řecky Ἀρταξέρξης, staropersky Artachšaçá [  ]), původním jménem Óchos (staropersky Vahuka), byl perský velkokrál z rodu Achaimenovců, vládnoucí v letech 359/358–338 př. n. l. Jeho otcem byl král Artaxerxés II., matkou Stateira, dcera Hydarnova. Artaxerxés měl četné bratry, z nichž nejznámější jsou princové Dareios, Ariaspés a Arsamés.

## Počátek vlády
Ačkoli je Artaxerxés III. většinou antických autorů popisován jako muž bez skrupulí, který nechal odstranit své bratry, aby se sám dostal na trůn, nikdo mu nemůže upřít energii a houževnatost, jimiž se značně odlišoval od svého otce Artaxerxa II. i děda Dareia II. Tyto své vlastnosti předvedl již v letech 360–358, kdy obratně zasáhl do egyptských sporů o trůn, podrobil si vzpurného místodržitele Východní Arménie Oronta a uspořádal poměry ve Foiníkii a Kilikii.
Hlavní Artaxerxův úkol po převzetí vlády se prakticky nelišil od toho, oč usilovali již jeho předchůdci: udržet říši pohromadě navzdory všem dezintegračním tendencím na periferii a často protichůdným zájmům řeckých městských států, ať už v rámci říše či mimo ni. Na rozdíl od dřívějších vládců si Artaxerxés současně vytkl za cíl i ofenzívu, především vůči Egyptu, který již více než čtyřicet let požíval nezávislosti na ústřední vládě v Persepoli.

## Války s Egyptem a vzpoura ve Foinikii
S ofenzívou na západě se započalo na přelomu let 351–350, kdy Artaxerxés po dlouhých přípravách vojensky vystoupil proti faraonu Nachtharehebovi, poslednímu představiteli 30. dynastie. Král nepovažoval za nutné zúčastnit se tažení osobně a svěřil jeho vedení svým vojevůdcům, Peršané však nedocílili v oblasti ničeho, co by stálo za řeč, a ve Foiníkii navíc vzplála vzpoura vedená městy Sidón a Tennés.

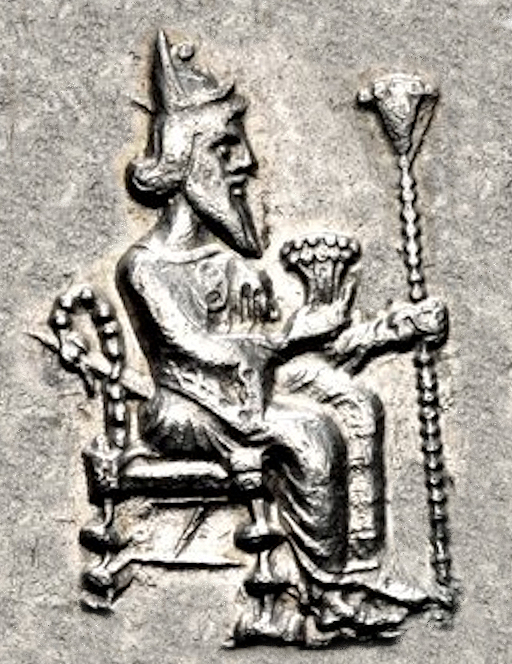
Artaxerxés III. jako egyptský faraon

Artaxerxovi nezbývalo nic jiného než začít chystat novou expedici – z prestižních důvodů si nemohl dovolit neúspěch podobného rozsahu jen tak ignorovat. Protože však shromažďování vojenských kontingentů a materiálu trvalo v Persii vzhledem k její rozlehlosti velmi dlouho, byl nejprve vyslán syrský satrapa Belesys a jeho kilický kolega Mazaios proti foinickým vzbouřencům – avšak i tentokrát bezvýsledně.
Královy snahy začaly nést své ovoce až roku 343, kdy jeho vojska nejprve dobyla a vyplenila Sidón a následně přijala kapitulaci města Tennés. V zimě let 343/342 pak Peršané napadli přímo Egypt, rychle opanovali Deltu i Memfidu a donutili krále Nachthareheba k útěku do Núbie. V průběhu jara a léta 342 bylo obsazení země prakticky dokončeno – Egypt byl opět perskou satrapií.
Místo posílení prestiže říše však nastal spíše opak. Průběh války totiž jasně demonstroval vojenskou slabost Persie, jež navzdory vší materiální a lidské převaze potřebovala dlouhá léta, než ovládla v podstatě izolovanou zemi, jako byl Egypt. A tento fakt dobře pochopili ve vzmáhajícím se makedonském království, čerstvě reformovaném obratnou politikou krále Filipa II., otce Alexandra Velikého. Prozatím ještě Persii vážnější nebezpečí nehrozilo, protože Filip II. pomýšlel na podmanění Řecka a konflikt jinde si nemohl dovolit, ale budoucnost nevěstila nic dobrého.

## Artaxerxova smrt

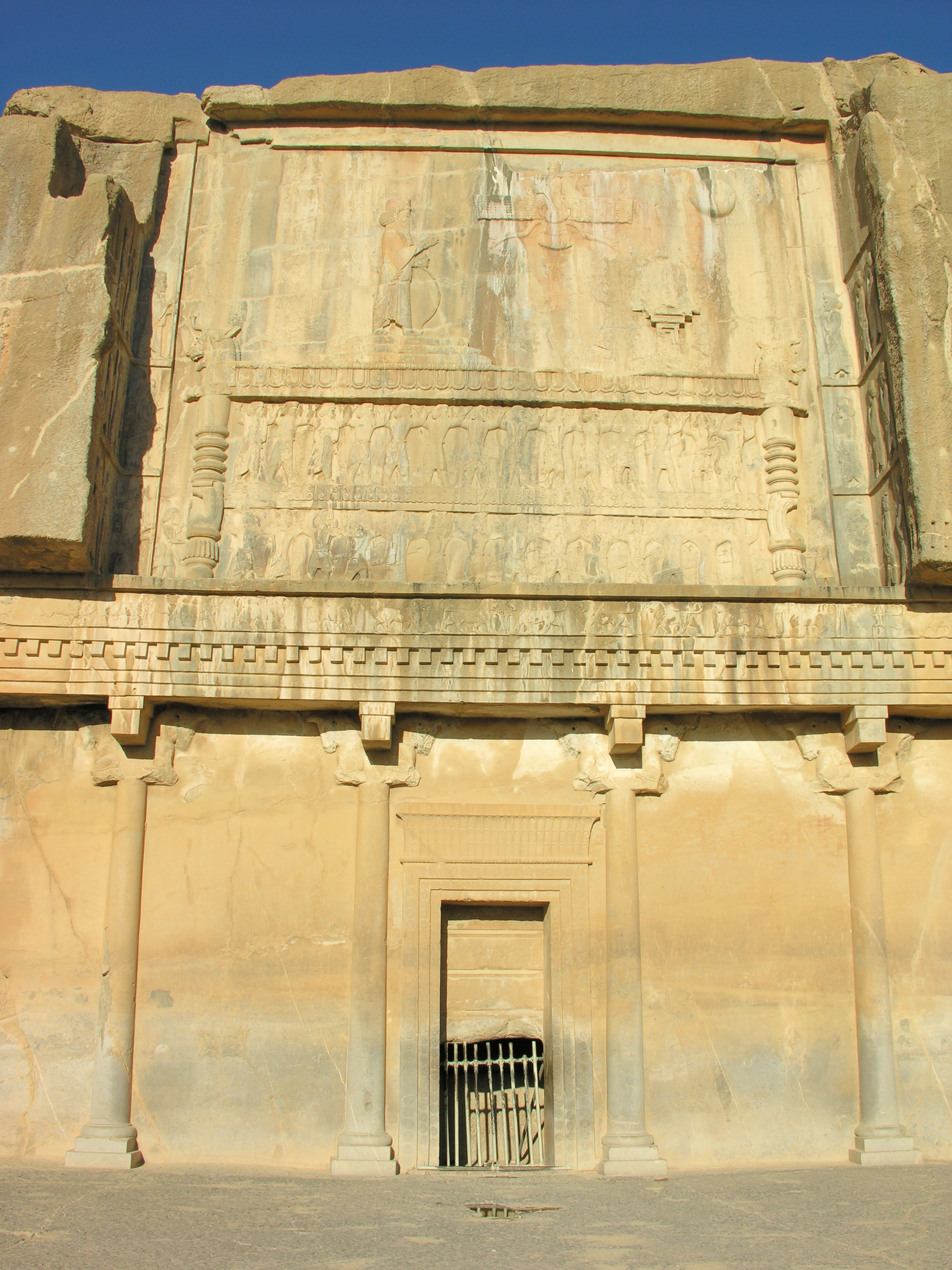
Artaxerxova hrobka v Persepoli

Sám Artaxerxés už ovšem nezažil pád achaimenovské monarchie, k němuž došlo jen deset let po dobytí Egypta. V roce 338 ho dal otrávit jeho vrchní eunuch Bagoás, který k tomu pravděpodobně využil služeb dvorského lékaře. Korunu krále králů po Artaxerxovi převzal syn Arsés, předposlední panovník staré perské říše.